# Edwin Schwertner
Edwin Schwertner (* 11. Februar 1932 in Reichenberg, Tschechoslowakei; † 23. März 2016) war ein deutscher SED-Funktionär. Er war Büroleiter des Politbüros des ZK der SED in der DDR.
Schwertner, Sohn eines Webers, besuchte die Volks- und Oberschule mit Abitur. Er trat 1946 der FDJ und 1949 der SED bei. Er studierte 1950 bis 1953 Wirtschaftswissenschaften an der Humboldt-Universität Berlin und war dort bis 1958 wissenschaftlicher Assistent und Aspirant und bis 1960 Sekretär der SED-Parteiorganisation der Veterinärmedizinischen Fakultät. Im Jahr 1959 wurde er zum Dr. rer. oec. promoviert. Ab 1960 war er politischer Mitarbeiter, ab 1969 Sektorenleiter und ab 1976 stellvertretender Leiter der Abteilung Wissenschaft des Zentralkomitees der SED.
Von Juni 1986 bis Dezember 1989 war er als Nachfolger von Gisela Glende Leiter des Büros des Politbüros des ZK der SED. Mit dem Rücktritt des ZK und des Politbüros am 3. Dezember 1989 endete seine Tätigkeit. Anschließend stellte er sich in den Dienst des neugebildeten Arbeitsausschusses der SED. 1971 erhielt er den Vaterländischen Verdienstorden in Bronze und 1982 in Silber. 1986 wurde er mit dem Orden Banner der Arbeit Stufe I ausgezeichnet.
Schwertner starb im Alter von 84 Jahren.